# Aristolochia esperanzae
Aristolochia esperanzae är en piprankeväxtart som beskrevs av Carl Ernst Otto Kuntze. Aristolochia esperanzae ingår i släktet piprankor, och familjen piprankeväxter.

## Underarter
Arten delas in i följande underarter:
- A. e. longilabra
- A. e. major